# NGC 551
NGC 551 é uma galáxia espiral barrada (SBbc) localizada na direcção da constelação de Andromeda. Possui uma declinação de +37° 10' 59" e uma ascensão recta de 1 horas, 27 minutos e 40,6 segundos.
A galáxia NGC 551 foi descoberta em 21 de Setembro de 1786 por William Herschel.